# Star Wars II. rész – A klónok támadása
A Star Wars II. rész – A klónok támadása (eredeti cím: Star Wars Episode II: Attack of the Clones) 2002-ben bemutatott  amerikai film, amelyet George Lucas rendezett. A főszerepekben Ewan McGregor, Natalie Portman, Hayden Christensen és Christopher Lee láthatóak. A klónok támadása az 1977–1983 között készült Csillagok háborúja filmek elő-trilógiájának középső része, és egyben a teljes Star Wars saga második epizódja. Amerikában és Magyarországon 2002. május 16-án mutatták be a mozikban.

## Rövid történet
Tíz évvel az első találkozásuk után Anakin Skywalker tiltott románcot él át Padmé Amidalával, miközben Obi-Wan Kenobi a szenátor elleni merénylet után nyomoz, és felfedez egy titkos klónhadsereget, amelyet a jedik számára készítettek.

## Cselekmény

### Fenyegető jelzések
Tíz évvel a Baljós árnyak cselekménye után (22 YE) a Galaktikus Köztársaság hatalmas krízisben van, a felbomlás szélén áll: több tízezer bolygórendszer kinyilvánítja szándékát, miszerint kilép a Köztársaságból. A szakadárok (szeparatisták) élén a titokzatos Dooku gróf, egy egykori jedi-lovag áll.
Miután Coruscanton ismeretlenek sikertelen merényletet követnek el Naboo volt királynője, Padmé Amidala ellen, a jeditanács Palpatine főkancellár javaslatára két jedi testőrt rendel ki a nő mellé: Obi-Wan Kenobit és annak tanítványát, Anakin Skywalkert. Éjszaka azonban Zam Wessel merénylő ismételten az életére tör, de a két jedi elhárítja a támadást. Egy hosszas légisiklós üldözés után Wessel egy szórakozóhelyre menekül, és sikertelenül próbálja megölni Kenobit, aki fénykardjával megsebesíti. A jedik nyomban vallatni kezdik a sebesültet, ekkor egy másik fejvadász is megjelenik, végez társával, majd elmenekül.

### Szerelem és harag
A történtek után Palpatine főkancellár és a jedi Tanács a biztonságosnak tűnő Naboora küldi Padmét és Anakint (R2-D2 kíséretében). Anakin nem tudja elrejteni az érzelmeit, miszerint menthetetlenül szerelmes Padméba, aki ezt szíve szerint viszonozná, azonban kételyei vannak: ha engedne érzelmeinek, kompromittálná Anakint, mivel tönkretenné a jedi-rendben ígéretesnek tűnő karrierjét (a jedik számára ugyanis tilos a más egyénekhez fűződő érzelmi kötődés). Így visszautasítja Anakint, csak a barátságát fogadja el, és egy önkéntelenül elcsattanó csóknál nem jut tovább a testi kapcsolatuk.
Mikor Anakin egy rémálmában anyját látja szenvedni, Padméval együtt szülőbolygójára, a Tatuinra siet. Itt volt gazdája, Watto elárulja neki, hogy Shmit egy Cliegg Lars nevű férfi vette meg, felszabadította és elvette feleségül. Mikor meglátogatja, a férfi elmondja Anakinnak, hogy anyját egy taszken banda rabolta el, és valószínűleg már meg is ölte. A fiú ennek ellenére megkeresi Shmit, ám mikor rátalál, az a kezei közt hal meg. Anakin jedihez nem méltó módon, bosszúból lemészárolja a környéken táborozó taszkeneket, feleségestül és gyerekestül; majd visszatérve eltemeti anyját.

### A fejvadász
Mindeközben Obi-Wan nyomozni kezd a rejtélyes fejvadász után. Így jut el egy peremvidéki bolygóra, Kaminóra, ahol megdöbbentő dolgot fedez fel: egy üzemben harcosokat klónoznak, az ottaniak állítása szerint a Köztársaság számára.
Kenobi találkozik a harcosok mintaegyedével, Jango Fett fejvadásszal. Sejti, hogy ő állhat az Amidala szenátor elleni merényletek mögött. A jedi-tanács utasítja Kenobit, hogy vigye a fejvadászt a Coruscantra, hogy kihallgathassák. Jango azonban fiával, Bobával menekülni kezd, rövid kézitusa után meg is szöknek. Kenobinak azonban sikerül egy jeladót elhelyeznie az űrhajójuk burkolatán, és így követni tudja őket egészen a Geonosis bolygóig. A Geonosist övező meteorgyűrűben a fejvadász észreveszi, rövid űrcsatát vívnak, melynek végén Kenobi elrejtőzik, Jangoék pedig azt hiszik, sikerült megölniük.

### Geonosisi fogság
Obi-Wan rettenetes dologra bukkan a Geonosison: Dooku gróf, Nute Gunray helytartó, és még néhány nagyobb cég vezetője egymást támogatva egy hatalmas droidsereget épít, hogy később majd polgárháborút robbantson ki a Köztársaságban. Mikor azonban Obi-Wan ezt közli Coruscanttal, Dooku katonái elfogják, majd bebörtönzik.
Padméék is értesülnek a jedi elfogásáról, így elbúcsúznak Clieggtől és családjától (Owentól és Berutól), majd Anakin volt tolmácsdroidjával a Geonosisra repülnek. Csakhogy itt több száz geonosisi várja már őket, nem sokkal később pedig Jango Fett is feltűnik, így ők is fogságba esnek.
A három rabot kémkedés miatt halálra ítélik, Obi-Wan pedig meglepő dolgot tud meg Dookutól: a gróf állítása szerint a Szenátust Darth Sidious Sith Nagyúr irányítja, és több száz szenátort tart befolyása alatt.

### Váratlan fordulatok
Eközben a Coruscanton Bail Organa szenátor és Palpatine javaslatára Jar Jar Binks sikeresen ráveszi a Szenátust, hogy rendkívüli jogokkal hatalmazzák fel a főkancellárt, aki ezután hatalmával élve, elrendeli egy Köztársasági Hadsereg felállítását.
A Geonosison elkezdődik Kenobiék kivégzése, előtte azonban Anakin és Padmé szerelmet vallanak egymásnak (minthogy mindketten azt hiszik, nemsokára meghalnak, korábbi kételyeiket okkal tehetik félre). Miután kiláncolták a három foglyot, a geonosisiak három vérengző állatot engednek rájuk az arénában: egy reeket, egy acklay-t, és egy nexut. Míg Anakinék kiszabadítják magukat, és felveszik a harcot támadóikkal, a nézőtéren Mace Windu vezetésével több száz jedi tűnik fel.
Dooku azonban harci droidok ezreit ereszti rá a váratlan látogatókra, így hatalmas harc kezdődik, később pedig Yoda mester is megérkezik a klónok hadseregével, így a harc csatává alakul. Míg Windu mester végez Jango Fettel, Obi-Wan és Anakin Dooku gróf nyomába erednek, aki egy titkos fegyver terveivel megpróbál elmenekülni.
A hajsza egy hangárban ér véget, ahol a két jedi szembeszáll a Sith-té lett gróffal. A fénykardpárbaj során Obi-Wan és Anakin súlyos sebeket kapnak (Anakin önfejűsége miatt elveszti a jobb karját), ám mikor Dooku a kegyelemdöfést adná, megjelenik Yoda. Dooku ezúttal a jedi mesterrel kezd vívni, ám mikor látja, hogy ellenfelével nem bír el, inkább egy csellel elmenekül.
A történtek után Anakin egy robotkezet kap, és a Naboon titokban összeházasodik Padméval, Dooku pedig a Coruscantra érkezik, hogy találkozzon mesterével, Darth Sidious-szal. Elkezdődött a Klónok Háborúja.

### A cselekmény elemei

#### Geonosisi kivégzés
A geonosisi kivégzés a Geonosis bolygón alkalmazott halálbüntetés egyik formája, melyre egy nyilvános arénában kerül sor. A kivégzendő személyeket egy-egy oszlophoz kötözik, s szörnyeket engednek rájuk, hogy megtámadják és megegyék őket (ehhez hasonló módszert használtak a Római Birodalomban, oroszlánokkal). Kisebb Poggle, a Geonosis vezetője (főhercege) személyesen ítélte halálra Obi-Wan Kenobit, Anakin Skywalkert és Padmé Amidalát (egy, a mozifilm-változatból terjedelmi okok miatt kivágott jelenet szerint). Szerencsére a kivégzést megakadályozzák az időközben megérkezett jedi lovagok, Mace Windu vezetésével.

#### Anakin mechanikus keze
Dooku levágja Anakin jobb kezét, pontosan úgy, mint ahogy Darth Vader (aki ugyancsak Anakin) levágja Luke Skywalkerét. Ez a kettős kéz-levágás fontos szerepet fog betölteni a Csillagok háborúja VI: A Jedi visszatér részben, amikor Luke nem öli meg Vadert látva, hogy mindkettőjüknek kibernetikus keze van. Luke keze sokkal komplikáltabb, ami a technológiai fejlődéseknek köszönhető a 22 YE és 3 YU között történhettek.

## Szereplők
| Szereplő                        | Színész                       | Magyar hang          | Leirás |
| ------------------------------- | ----------------------------- | -------------------- | --- |
| Obi-Wan Kenobi                  | Ewan McGregor                 | Anger Zsolt          | Jedi lovag és Anakin mestere, aki nyomozni kezdett Padmé merénylete után és felfedezte hogy egy klónhadsereget hozták létre a Galaktikus Köztársaság számára.                           |
| Padmé Amidala                   | Natalie Portman               | Zsigmond Tamara      | Naboo volt királynője, akit nemrégiben a bolygó szenátorává választottak, és Anakin szerelme.                                                                                           |
| Anakin Skywalker                | Hayden Christensen            | Moser Károly         | 19 éves egykori rabszolga a Tatuin-ból és Obi-Wan padawanja, akit megbízták őt hogy védje meg Padmét, akibe beleszeret.                                                                 |
| Sheev Palpatine / Darth Sidious | Ian McDiarmid                 | Gruber Hugó          | A Naboo bolygó egykori szenátora, valamint titokban egy Sith nagyúr, aki a Galaktikus Köztársaság kancellárjaként hatalmas szükséghatalmat halmozott fel a klónok háborúja kitörésekor. |
| Mace Windu                      | Samuel L. Jackson             | Kőszegi Ákos         | A Jedi nagytanács erősebb tagja, aki óvatosan figyeli a Galaktikus Szenátus politikáját.                                                                                                |
| Dooku gróf / Darth Tyranus      | Christopher Lee               | Szilágyi Tibor       | Egy korábbi Jedi mester és Qui-Gon Jinn mestere, aki jelenleg a Szeparatista vezetője, valamint Darth Sidious új Sith tanítványa.                                                       |
| C-3PO                           | Anthony Daniels               | Józsa Imre           | Egy protokolldroid, amelyet Anakin gyerekként épített, és jelenleg a Lars családot szolgálja a Tatuin-on.                                                                               |
| R2-D2                           | Kenny Baker                   | Eredeti hang         | Anakin asztromech droidja, aki gyakran elkíséri őt és Obi-Want küldetésekre. |
| Yoda                            | Frank Oz (hangja)             | Versényi László      | Egy ismeretlen idegen faj évszázados Jedi nagymestere. A Jedi Tanács vezetése mellett, a fiatal Jedi Padawanok oktatója is.                                                             |
| Shmi Skywalker                  | Pernilla August               | Spilák Klára         | Anakin édesanyja, Cliegg felesége és Owen mostohaanyja. |
| Jar Jar Binks                   | Ahmed Best (hangja)           | Bicskey Lukács       | Egy ügyetlen gungan, aki imáron a Galaktikus Köztarsaság szenátora lett. |
| Sio Bibble                      | Oliver Ford Davies            | Szélyes Imre         | A Naboo bolygó kormányzója. |
| Cliegg Lars                     | Jack Thompson                 | Szélyes Imre         | Shmi férje, Owen apja és Anakin mostohaapja. |
| Watto                           | Andy Secombe (hangja)         | Besenczi Árpád       | Anakin és Shmi korábbi gazdájuk. |
| Dexter Jettster                 | Ronald Falk (hangja)          | Besenczi Árpád       | Obi-Wan Besalisk fajú barátja, aki egy étkezőt vezet a Coruscant-on, és tájékoztatja őt a Kaminóról.                                                                                    |
| Nute Gunray                     | Silas Carson                  | Horányi László       | A Kereskedelmi szövetség helytartója. |
| Ki-Adi-Mundi                    | Silas Carson                  | Dobránszky Zoltán    | Egy Cerean fajú Jedi mester, a Jedi Nagytanácsba. |
| Bail Organa                     | Jimmy Smits                   | Sörös Sándor         | Az Alderaan bolygó szenátora. |
| Jango Fett                      | Temuera Morrison              | Berzsenyi Zoltán     | Egy Mandalori fejvadász, aki a DNS-éböl jöttek létre a klónkatonák. |
| Klónkatonák                     | Bodie Taylor                  | Berzsenyi Zoltán     | A Kaminóiak hozták létre, a Köztarsaság számára. |
| Boba Fett                       | Daniel Logan                  | Czető Roland         | Jango Fett nyers klónja és fogadott fia. |
| Owen Lars                       | Joel Edgerton                 | Szűcs Sándor         | Anakin mostohatestvére, Cliegg fia és Shmi mostohafia |
| Beru Whitesun                   | Bonnie Piesse                 | F. Nagy Erika        | Owen barátnője. |
| Zam Wesell                      | Leeanna Walsman               | Ősi Ildikó           | Egy alakváltó Clawdite fajú fejvadász és Jango Fett társa, akit azzal a feladattal bizta meg hogy ölje meg Padmét.                                                                      |
| Gregar Typho                    | Jay Laga'aia                  | Szabó Sipos Barnabás | Padmé újonnan kinevezett biztonsági kapitánya és Panaka unokaöccse. |
| Jocasta Nu                      | Alethea McGrath               | Tímár Éva            | A Jedi templom könyvtárossa. |
| Mas Amedda                      | David Bowers                  | Konrád Antal         | Palpatine jobb keze. |
| Lama Su                         | Anthony Phelan (hangja)       | Melis Gábor          | Kamino bolygó miniszterelnöke. |
| Taun We                         | Rena Owen (hangja)            | Kovács Nóra          | Lama Su miniszteri asszisztense. |
| Jamillia királynő               | Ayesha Dharker                | Vadász Bea           | Naboo bolygó új királynője. |
| Qui-Gon Jinn                    | Liam Neeson (archív felvétel) | Kovács István        | Obi-Wan halott mestere, akinek a hangját akkor halhassuk mikor Anakin mérgében lemészárolta a Buckalakókat.                                                                             |

## A forgatás
A film főleg a 20th Century Fox filmstúdióban készült, néhány részt a tunéziai sivatagban, a sevillai Plaza de España téren, az olasz Villa del Balbianellóban és a casertai királyi palotában vettek fel.

## Digitális munka
A film jelentős részét digitálisan valósították meg az ILM (Industrial Light & Magic) szakemberei. A Csillagok háborúja saga és az ILM a kezdetektől fogva élen jártak a filmes speciális effektusok kialakításában. A Baljós árnyakban még csak a fénykardok, a Coruscant, és az űrben játszódó jelenetek voltak animációsak, a Klónok támadásában már Yoda is animációval lett előállítva.

## A közönség reakciója
Az első kritikák vegyesek voltak, többségükben csodálták a speciális effektusokat, amelyek sokkal jobbnak találtak, mint a Csillagok háborúja I: Baljós árnyak-ban, és örömüket fejezték ki afelől, hogy Jar Jar Binks csak jelentéktelen szerepet kapott. A kritikák megegyeztek abban, hogy nagy fejlődés mutatkozott az I. rész óta.
A 2002-es év folyamán a film 310 millió dollárt jövedelmezett, de 120 millióval kevesebbet, mint a Baljós árnyak. Mint az előző filmnek, ennek a plakátját is Drew Struzan tervezte.

## Díjak és jelölések
Arany Málna díj (2003)
- díj: legrosszabb férfi epizódszereplő – Hayden Christensen
- díj: legrosszabb forgatókönyv – Jonathan Hales, George Lucas
- jelölés: legrosszabb film
- jelölés: legrosszabb női epizódszereplő – Natalie Portman
- jelölés: legrosszabb rendező – George Lucas
- jelölés: legrosszabb remake vagy folytatás
- jelölés: legrosszabb páros – Hayden Christensen, Natalie Portman

Oscar-díj (2003)
- jelölés: legjobb vizuális effektusok – Rob Coleman, Pablo Helman, John Knoll, Ben Snow

## Televíziós megjelenések
- RTL Klub, Film+, Cool, AXN, AXN Black, Viasat 3, Viasat 6, Paramount Channel, Sony Movie Channel